# Decolopoda australis
Decolopoda australis is een zeespin uit de familie Colossendeidae. De soort behoort tot het geslacht Decolopoda. Decolopoda australis werd in 1835 voor het eerst wetenschappelijk beschreven door Eights. 